# لورنزو ونوتی
لورنزو ونوتی (زاده ۱۲ آوریل ۱۹۹۵) بازیکن فوتبال اهل ایتالیا است که در پست مدافع برای باشگاه فوتبال سمپدوریا بازی می‌کند.
او سابقه حضور در تیم های ملی پایه ایتالیا را دارد.